# Nepeta amethystina
Nepeta amethystina là một loài thực vật có hoa trong họ Hoa môi. Loài này được Desf. ex Poir. mô tả khoa học đầu tiên năm 1813.